# EHF European League der Männer 2023/24
Die EHF European League 2023/24 ist die vierte Spielzeit der EHF European League der Männer. Veranstalter ist die Europäische Handballföderation (EHF). Die Saison begann am 26. August 2023 und endete am 26. Mai 2024.

## Spielmodus
Die Saison 2023/24 brachte die erste große Änderung im Spielmodus seit Einführung des Wettbewerbs in der Saison 2020/21. So wird statt zwei nur noch eine Qualifikationsrunde ausgetragen. Statt 24 Teams, wie noch 2022/23, werden 32 Teams in den Gruppenspielen gegeneinander antreten, zudem wurden eine Hauptrunde und Play-offs zum Zeitplan hinzugefügt. Der Wegfall der zweiten Qualifikationsrunde war Wunsch vieler Verbände, um mehr Planungssicherheit bei den Ansetzungen ihrer Termine zu erhalten.
37 europäische Teams treten in der Saison 2023/24 an. In der Qualifikationsrunde spielen zehn Teams, die Sieger ziehen in die Gruppenphase ein. Dort kommen weitere 27, direkt gesetzte Teams hinzu. Nach der Gruppenphase wird die Hauptrunde ausgetragen. Es folgen Play-off-Spiele und die Viertelfinals. In Finalspielen wird dann der Gewinner der Saison 2023/24 ermittelt.

## Teams
Die zur Spielzeit 2023/24 grundlegend geänderte EHF-Rangliste war Basis für die Anzahl an teilnehmenden Teams je nationalem Handballverband. Acht grundsätzlich für den EHF European Cup 2023/24 startberechtigte Teams konnten per upgrade in der Qualifikationsrunde der EHF European League antreten.

## Qualifikationsrunde
In der Qualifikationsrunde traten zehn Teams im K.-o.-System gegeneinander in Hin- und Rückspiel an. Die Sieger zogen in die Gruppenphase ein. Die Hinspiele wurden am 26./27. August 2023 und die Rückspiele am 2./3. September 2023 ausgetragen. Mit den BM Granollers schied der Vorjahresfinalist aus.
|                  |                        | Hinspiel      | Rückspiel                  | Tore  |
| ---------------- | ---------------------- | ------------- | -------------------------- | ----- |
| Ystads IF        | TSV Hannover-Burgdorf  | 28:33 (12:15) | 21:30 (10:11)              | 49:63 |
| RK Trimo Trebnje | Académico Basket Clube | 31:29 (14:14) | 26:29 (13:14)              | 57:58 |
| Águas Santas     | Pfadi Winterthur       | 24:22 (12:15) | 19:22 (11:16)              | 43:44 |
| RK Vardar Skopje | Rhein-Neckar Löwen     | 25:34 (14:14) | 33:37 (17:17)              | 58:71 |
| CSM Constanța    | Fraikin BM Granollers  | 27:29 (14:16) | 25:22 n. S. (20:18; 14:10) | 52:51 |

## Gruppenphase
In der Gruppenphase traten 32 Teams in acht Gruppen mit je vier Teams an. Zu den fünf in der Qualifikationsrunde ermittelten Teams kamen weitere 27 direkt für die Gruppenphase startberechtigte Mannschaften. Sie spielten vom 17. Oktober 2023 bis 5. Dezember 2023 in Turnierform jeder gegen jeden in Hin- und Rückspielen. Die besten zwei Teams jeder Gruppe zogen in die Hauptrunde ein.

### Gruppe A
| Pl. | Verein             | Sp. | S | U | N | Tore      | Diff. | Punkte |
| --- | ------------------ | --- | - | - | - | --------- | ----- | ------ |
| 1.  | HBC Nantes         | 6   | 5 | 0 | 1 | 0201:1770 | +24   | 10     |
| 2.  | Rhein-Neckar Löwen | 6   | 5 | 0 | 1 | 0198:1770 | +21   | 10     |
| 3.  | Benfica Lissabon   | 6   | 2 | 0 | 4 | 0194:2100 | −16   | 4      |
| 4.  | IFK Kristianstad   | 6   | 0 | 0 | 6 | 0162:1910 | −29   | 0      |

Ergebnisse Gruppe A
|                    | Deutschland | Frankreich | Portugal | Schweden |
| ------------------ | ----------- | ---------- | -------- | -------- |
| Rhein-Neckar Löwen | X           | 36:32      | 39:30    | 36:28    |
| HBC Nantes         | 32:25       | X          | 37:28    | 31:27    |
| Benfica Lissabon   | 35:36       | 34:38      | X        | 36:33    |
| IFK Kristianstad   | 20:26       | 27:31      | 27:31    | X        |

| Di., 17. Oktober 2023 18:45 Uhr | IFK Kristianstad     | 20:26   | Rhein-Neckar Löwen   | Kristianstad Arena Zuschauer: 3251 Schiedsrichter: Ádám Bíró, Olivér Kiss |
| Di., 17. Oktober 2023 18:45 Uhr | meiste Tore: Kløve 5 | (10:16) | meiste Tore: Knorr 9 | Kristianstad Arena Zuschauer: 3251 Schiedsrichter: Ádám Bíró, Olivér Kiss |
| Di., 17. Oktober 2023 18:45 Uhr | Bericht              |         |                      | Kristianstad Arena Zuschauer: 3251 Schiedsrichter: Ádám Bíró, Olivér Kiss |

| Di., 17. Oktober 2023 20:45 Uhr | HBC Nantes                   | 37:28   | Benfica Lissabon      | H Arena, Nantes Zuschauer: 5902 Schiedsrichter: Arthur Brunner, Morad Salah |
| Di., 17. Oktober 2023 20:45 Uhr | meiste Tore: Rivera Folch 11 | (19:15) | meiste Tore: Rahmel 6 | H Arena, Nantes Zuschauer: 5902 Schiedsrichter: Arthur Brunner, Morad Salah |
| Di., 17. Oktober 2023 20:45 Uhr | Bericht                      |         |                       | H Arena, Nantes Zuschauer: 5902 Schiedsrichter: Arthur Brunner, Morad Salah |

| Di., 24. Oktober 2023 18:45 Uhr | Rhein-Neckar Löwen   | 36:32   | HBC Nantes           | SNP Dome, Heidelberg Zuschauer: 2403 Schiedsrichter: Lars Jorum & Havard Kleven |
| Di., 24. Oktober 2023 18:45 Uhr | meiste Tore: Knorr 8 | (19:17) | meiste Tore: Minne 7 | SNP Dome, Heidelberg Zuschauer: 2403 Schiedsrichter: Lars Jorum & Havard Kleven |
| Di., 24. Oktober 2023 18:45 Uhr | Bericht              |         |                      | SNP Dome, Heidelberg Zuschauer: 2403 Schiedsrichter: Lars Jorum & Havard Kleven |

| Di., 24. Oktober 2023 18:45 Uhr | Benfica Lissabon                         | 36:33   | IFK Kristianstad     | Pav. Luz No. 2 Zuschauer: 612 Schiedsrichter: Boris Cipov & Zoran Klus |
| Di., 24. Oktober 2023 18:45 Uhr | meiste Tore: Izquierdo Labayen, Rahmel 5 | (20:17) | meiste Tore: Kløve 8 | Pav. Luz No. 2 Zuschauer: 612 Schiedsrichter: Boris Cipov & Zoran Klus |
| Di., 24. Oktober 2023 18:45 Uhr | Bericht                                  |         |                      | Pav. Luz No. 2 Zuschauer: 612 Schiedsrichter: Boris Cipov & Zoran Klus |

| Di., 14. November 2023 18:45 Uhr | IFK Kristianstad           | 27:31   | HBC Nantes         | Kristianstad Arena Zuschauer: 2580 Schiedsrichter: Ivars Cernavskis & Edmunds Bogdanovs |
| Di., 14. November 2023 18:45 Uhr | meiste Tore: Frend Öfors 6 | (17:19) | meiste Tore: Bos 5 | Kristianstad Arena Zuschauer: 2580 Schiedsrichter: Ivars Cernavskis & Edmunds Bogdanovs |
| Di., 14. November 2023 18:45 Uhr | Bericht                    |         |                    | Kristianstad Arena Zuschauer: 2580 Schiedsrichter: Ivars Cernavskis & Edmunds Bogdanovs |

| Di., 14. November 2023 20:45 Uhr | Benfica Lissabon                 | 35:36   | Rhein-Neckar Löwen         | Pav. Luz No. 2 Zuschauer: 640 Schiedsrichter: Dalibor Jurinovic & Marko Mrvica |
| Di., 14. November 2023 20:45 Uhr | meiste Tore: Moreno, Rahmel je 6 | (15:19) | meiste Tore: Kirkeløkke 14 | Pav. Luz No. 2 Zuschauer: 640 Schiedsrichter: Dalibor Jurinovic & Marko Mrvica |
| Di., 14. November 2023 20:45 Uhr | Bericht                          |         |                            | Pav. Luz No. 2 Zuschauer: 640 Schiedsrichter: Dalibor Jurinovic & Marko Mrvica |

| Di., 21. November 2023 18:45 Uhr | Rhein-Neckar Löwen                  | 39:30   | Benfica Lissabon        | SNP Dome, Heidelberg Zuschauer: 2956 Schiedsrichter: Javier Alvarez Mata & Yon Bustamante Lopez |
| Di., 21. November 2023 18:45 Uhr | meiste Tore: Knorr, Kohlbacher je 9 | (20:17) | meiste Tore: Grigoraș 7 | SNP Dome, Heidelberg Zuschauer: 2956 Schiedsrichter: Javier Alvarez Mata & Yon Bustamante Lopez |
| Di., 21. November 2023 18:45 Uhr | Bericht                             |         |                         | SNP Dome, Heidelberg Zuschauer: 2956 Schiedsrichter: Javier Alvarez Mata & Yon Bustamante Lopez |

| Di., 21. November 2023 20:45 Uhr | HBC Nantes                  | 31:27   | IFK Kristianstad      | H Arena, Nantes Zuschauer: 5902 Schiedsrichter: Tomislav Cindric / Robert Gonzurek |
| Di., 21. November 2023 20:45 Uhr | meiste Tore: Rivera Folch 7 | (16:16) | meiste Tore: Olsson 6 | H Arena, Nantes Zuschauer: 5902 Schiedsrichter: Tomislav Cindric / Robert Gonzurek |
| Di., 21. November 2023 20:45 Uhr | Bericht                     |         |                       | H Arena, Nantes Zuschauer: 5902 Schiedsrichter: Tomislav Cindric / Robert Gonzurek |

| Di., 28. November 2023 20:45 Uhr | Rhein-Neckar Löwen      | 36:28   | IFK Kristianstad      | SNP Dome, Heidelberg Zuschauer: 2008 Schiedsrichter: Vanja Antic & Jelena Jakovljevic |
| Di., 28. November 2023 20:45 Uhr | meiste Tore: Andersen 7 | (17:14) | meiste Tore: Olsson 6 | SNP Dome, Heidelberg Zuschauer: 2008 Schiedsrichter: Vanja Antic & Jelena Jakovljevic |
| Di., 28. November 2023 20:45 Uhr | Bericht                 |         |                       | SNP Dome, Heidelberg Zuschauer: 2008 Schiedsrichter: Vanja Antic & Jelena Jakovljevic |

| Di., 28. November 2023 20:45 Uhr | Benfica Lissabon        | 34:38   | HBC Nantes                | Pav. Luz No. 2 Zuschauer: 437 Schiedsrichter: Bartosz Leszczynski & Marcin Piechota |
| Di., 28. November 2023 20:45 Uhr | meiste Tore: Moreira 11 | (16:18) | meiste Tore: Cavalcanti 8 | Pav. Luz No. 2 Zuschauer: 437 Schiedsrichter: Bartosz Leszczynski & Marcin Piechota |
| Di., 28. November 2023 20:45 Uhr | Bericht                 |         |                           | Pav. Luz No. 2 Zuschauer: 437 Schiedsrichter: Bartosz Leszczynski & Marcin Piechota |

| Di., 5. Dezember 2023 18:45 Uhr | IFK Kristianstad     | 27:31   | Benfica Lissabon        | Kristianstad Arena Zuschauer: 1836 Schiedsrichter: Michalis Tzaferopoulos & Andreas Bethmann |
| Di., 5. Dezember 2023 18:45 Uhr | meiste Tore: Kløve 6 | (14:15) | meiste Tore: Lumbroso 7 | Kristianstad Arena Zuschauer: 1836 Schiedsrichter: Michalis Tzaferopoulos & Andreas Bethmann |
| Di., 5. Dezember 2023 18:45 Uhr | Bericht              |         |                         | Kristianstad Arena Zuschauer: 1836 Schiedsrichter: Michalis Tzaferopoulos & Andreas Bethmann |

| Di., 5. Dezember 2023 20:45 Uhr | HBC Nantes           | 32:25   | Rhein-Neckar Löwen       | Hall XXL Zuschauer: 10.017 Schiedsrichter: Dimitar Mitrevski & Blagojche Todorovski |
| Di., 5. Dezember 2023 20:45 Uhr | meiste Tore: Minne 9 | (14:11) | meiste Tore: Davidsson 6 | Hall XXL Zuschauer: 10.017 Schiedsrichter: Dimitar Mitrevski & Blagojche Todorovski |
| Di., 5. Dezember 2023 20:45 Uhr | Bericht              |         |                          | Hall XXL Zuschauer: 10.017 Schiedsrichter: Dimitar Mitrevski & Blagojche Todorovski |

### Gruppe B
| Pl. | Verein                | Sp. | S | U | N | Tore      | Diff. | Punkte |
| --- | --------------------- | --- | - | - | - | --------- | ----- | ------ |
| 1.  | TSV Hannover-Burgdorf | 6   | 5 | 1 | 0 | 0192:1640 | +28   | 11     |
| 2.  | Górnik Zabrze         | 6   | 3 | 1 | 2 | 0179:1710 | +8    | 7      |
| 3.  | HC Kriens-Luzern      | 6   | 1 | 2 | 3 | 0179:1800 | −1    | 4      |
| 4.  | AEK Athen             | 6   | 1 | 0 | 5 | 0158:1930 | −35   | 2      |

Ergebnisse Gruppe B
|                       | Polen | Griechenland | Schweiz | Deutschland |
| --------------------- | ----- | ------------ | ------- | ----------- |
| Górnik Zabrze         | X     | 30:21        | 32:28   | 29:32       |
| AEK Athen             | 26:30 | X            | 30:29   | 29:34       |
| HC Kriens-Luzern      | 30:30 | 39:27        | X       | 23:31       |
| TSV Hannover-Burgdorf | 34:28 | 31:25        | 30:30   | X           |

Spiele der TSV Hannover-Burgdorf und des HC Kriens-Luzern:
| Di., 17. Oktober 2023 18:45 Uhr | HC Kriens-Luzern      | 23:31   | TSV Hannover-Burgdorf                  | Krauer Halle, Kriens Zuschauer: 800 Schiedsrichter: Dalibor Jurinovic & Marko Mrvica |
| Di., 17. Oktober 2023 18:45 Uhr | meiste Tore: Schmid 8 | (13:13) | meiste Tore: Steinhauser, Fischer je 6 | Krauer Halle, Kriens Zuschauer: 800 Schiedsrichter: Dalibor Jurinovic & Marko Mrvica |
| Di., 17. Oktober 2023 18:45 Uhr | Bericht               |         |                                        | Krauer Halle, Kriens Zuschauer: 800 Schiedsrichter: Dalibor Jurinovic & Marko Mrvica |

| Di., 24. Oktober 2023 18:45 Uhr | AEK Athen                 | 30:29   | HC Kriens-Luzern       | Ano Liossia Olympic Hall Zuschauer: 2623 Schiedsrichter: Jesper Kirkholm Madsen & Henrik Mortensen |
| Di., 24. Oktober 2023 18:45 Uhr | meiste Tore: Martinović 7 | (15:12) | meiste Tore: Schmid 11 | Ano Liossia Olympic Hall Zuschauer: 2623 Schiedsrichter: Jesper Kirkholm Madsen & Henrik Mortensen |
| Di., 24. Oktober 2023 18:45 Uhr | Bericht                   |         |                        | Ano Liossia Olympic Hall Zuschauer: 2623 Schiedsrichter: Jesper Kirkholm Madsen & Henrik Mortensen |

| Di., 24. Oktober 2023 20:45 Uhr | TSV Hannover-Burgdorf     | 34:28   | Górnik Zabrze           | Swiss Life Hall, Hannover Zuschauer: 2487 Schiedsrichter: Vanja Antic & Jelena Jakovljevic |
| Di., 24. Oktober 2023 20:45 Uhr | meiste Tore: Edvardsson 7 | (19:12) | meiste Tore: Przytuła 6 | Swiss Life Hall, Hannover Zuschauer: 2487 Schiedsrichter: Vanja Antic & Jelena Jakovljevic |
| Di., 24. Oktober 2023 20:45 Uhr | Bericht                   |         |                         | Swiss Life Hall, Hannover Zuschauer: 2487 Schiedsrichter: Vanja Antic & Jelena Jakovljevic |

| Di., 14. November 2023 18:45 Uhr | TSV Hannover-Burgdorf  | 31:25   | AEK Athen                 | Swiss Life Hall, Hannover Zuschauer: 3024 Schiedsrichter: Bogdan Nicolae Stark, Romeo Mihai Stefan |
| Di., 14. November 2023 18:45 Uhr | meiste Tore: Fischer 7 | (12:14) | meiste Tore: Mandalinić 6 | Swiss Life Hall, Hannover Zuschauer: 3024 Schiedsrichter: Bogdan Nicolae Stark, Romeo Mihai Stefan |
| Di., 14. November 2023 18:45 Uhr | Bericht                |         |                           | Swiss Life Hall, Hannover Zuschauer: 3024 Schiedsrichter: Bogdan Nicolae Stark, Romeo Mihai Stefan |

| Di., 14. November 2023 20:45 Uhr | Górnik Zabrze           | 32:28   | HC Kriens-Luzern       | Centrum, Dąbrowa Górnicza Zuschauer: 3044 Schiedsrichter: Budzak, Zahradnik |
| Di., 14. November 2023 20:45 Uhr | meiste Tore: Mynozkyj 7 | (18:12) | meiste Tore: Schmid 14 | Centrum, Dąbrowa Górnicza Zuschauer: 3044 Schiedsrichter: Budzak, Zahradnik |
| Di., 14. November 2023 20:45 Uhr | Bericht                 |         |                        | Centrum, Dąbrowa Górnicza Zuschauer: 3044 Schiedsrichter: Budzak, Zahradnik |

| Di., 21. November 2023 18:45 Uhr | AEK Athen                                | 29:34   | TSV Hannover-Burgdorf  | Tasos Kampouris, Chalkida Zuschauer: 500 Schiedsrichter: S. Ivanović, M. Vujisić |
| Di., 21. November 2023 18:45 Uhr | meiste Tore: Mandalinić, Martinović je 7 | (16:16) | meiste Tore: Kulesch 6 | Tasos Kampouris, Chalkida Zuschauer: 500 Schiedsrichter: S. Ivanović, M. Vujisić |
| Di., 21. November 2023 18:45 Uhr | Bericht                                  |         |                        | Tasos Kampouris, Chalkida Zuschauer: 500 Schiedsrichter: S. Ivanović, M. Vujisić |

| Di., 21. November 2023 20:45 Uhr | HC Kriens-Luzern     | 30:30   | Górnik Zabrze            | Stadthalle, Sursee Zuschauer: 1050 Schiedsrichter: Backović, Palačković |
| Di., 21. November 2023 20:45 Uhr | meiste Tore: Šipić 9 | (15:14) | meiste Tore: Minotskyi 9 | Stadthalle, Sursee Zuschauer: 1050 Schiedsrichter: Backović, Palačković |
| Di., 21. November 2023 20:45 Uhr | Bericht              |         |                          | Stadthalle, Sursee Zuschauer: 1050 Schiedsrichter: Backović, Palačković |

| Di., 28. November 2023 18:45 Uhr | TSV Hannover-Burgdorf            | 30:30   | HC Kriens-Luzern       | Swiss Life Hall, Hannover Zuschauer: 2.786 Schiedsrichter: Cernavskis, Bogdanovs |
| Di., 28. November 2023 18:45 Uhr | meiste Tore: Gerbl, Büchner je 5 | (14:14) | meiste Tore: Schmid 14 | Swiss Life Hall, Hannover Zuschauer: 2.786 Schiedsrichter: Cernavskis, Bogdanovs |
| Di., 28. November 2023 18:45 Uhr | Bericht                          |         |                        | Swiss Life Hall, Hannover Zuschauer: 2.786 Schiedsrichter: Cernavskis, Bogdanovs |

| Di., 5. Dezember 2023 18:45 Uhr | HC Kriens-Luzern     | 39:27   | AEK Athen                  | Stadthalle, Sursee |
| Di., 5. Dezember 2023 18:45 Uhr | meiste Tore: Šipić 9 | (18:14) | meiste Tore: Mandalinić 10 | Stadthalle, Sursee |
| Di., 5. Dezember 2023 18:45 Uhr | Bericht              |         |                            | Stadthalle, Sursee |

| Di., 5. Dezember 2023 20:45 Uhr | Górnik Zabrze | 29:32 | TSV Hannover-Burgdorf | Centrum, Dąbrowa Górnicza |
| Di., 5. Dezember 2023 20:45 Uhr | (19:14)       |       |                       | Centrum, Dąbrowa Górnicza |
| Di., 5. Dezember 2023 20:45 Uhr | Bericht       |       |                       | Centrum, Dąbrowa Górnicza |

### Gruppe C
| Pl. | Verein                | Sp. | S | U | N | Tore      | Diff. | Punkte |
| --- | --------------------- | --- | - | - | - | --------- | ----- | ------ |
| 1.  | IK Sävehof            | 6   | 5 | 1 | 0 | 0207:1800 | +27   | 11     |
| 2.  | RK Velenje            | 6   | 2 | 1 | 3 | 0182:1700 | +12   | 5      |
| 3.  | Pfadi Winterthur      | 6   | 2 | 0 | 4 | 0183:1940 | −11   | 4      |
| 4.  | REBI Balonmano Cuenca | 6   | 2 | 0 | 4 | 0153:1810 | −28   | 4      |

Ergebnisse Gruppe C
|                       | Spanien | Slowenien | Schweden | Schweiz |
| --------------------- | ------- | --------- | -------- | ------- |
| REBI Balonmano Cuenca | X       | 28:27     | 22:30    | 28:24   |
| RK Velenje            | 28:20   | X         | 28:28    | 34:26   |
| IK Sävehof            | 40:27   | 36:34     | X        | 41:20   |
| Pfadi Winterthur      | 32:28   | 32:31     | 29:32    | X       |

Spiele von Pfadi Winterthur:
| Di., 17. Oktober 2023 18:45 Uhr | RK Velenje             | 34:26   | Pfadi Winterthur       | Rdeca Dvorana Zuschauer: 600 Schiedsrichter: Bogdan Nicolae Stark & Romeo Mihai Stefan |
| Di., 17. Oktober 2023 18:45 Uhr | meiste Tore: 7 Sokolic | (19:14) | meiste Tore: 8 Leopold | Rdeca Dvorana Zuschauer: 600 Schiedsrichter: Bogdan Nicolae Stark & Romeo Mihai Stefan |
| Di., 17. Oktober 2023 18:45 Uhr | Bericht                |         |                        | Rdeca Dvorana Zuschauer: 600 Schiedsrichter: Bogdan Nicolae Stark & Romeo Mihai Stefan |

| Di., 24. Oktober 2023 20:45 Uhr | Pfadi Winterthur       | 32:28   | REBI Balonmano Cuenca   | Axa-Arena Zuschauer: 500 Schiedsrichter: Maike Merz & Tanja Kuttler |
| Di., 24. Oktober 2023 20:45 Uhr | meiste Tore: 9 Leopold | (16:13) | meiste Tore: 10 Pizarro | Axa-Arena Zuschauer: 500 Schiedsrichter: Maike Merz & Tanja Kuttler |
| Di., 24. Oktober 2023 20:45 Uhr | Bericht                |         |                         | Axa-Arena Zuschauer: 500 Schiedsrichter: Maike Merz & Tanja Kuttler |

| Di., 14. November 2023 20:45 Uhr | IK Sävehof                     | 41:20   | Pfadi Winterthur   | Partillebohallen Zuschauer: 625 Schiedsrichter: Boris Mandak & Mario Rudinsky |
| Di., 14. November 2023 20:45 Uhr | meiste Tore: 9 Wedberg, Mittún | (21:11) | meiste Tore: 7 Jud | Partillebohallen Zuschauer: 625 Schiedsrichter: Boris Mandak & Mario Rudinsky |
| Di., 14. November 2023 20:45 Uhr | Bericht                        |         |                    | Partillebohallen Zuschauer: 625 Schiedsrichter: Boris Mandak & Mario Rudinsky |

| Di., 21. November 2023 18:45 Uhr | Pfadi Winterthur        | 29:32   | IK Sävehof                                     | Axa-Arena Zuschauer: 772 Schiedsrichter: Gytis Sniurevicius & Andrius Grigalionis |
| Di., 21. November 2023 18:45 Uhr | meiste Tore: 8 Rellstab | (14:17) | meiste Tore: 6 Berlin, Wedberg, Spante, Moberg | Axa-Arena Zuschauer: 772 Schiedsrichter: Gytis Sniurevicius & Andrius Grigalionis |
| Di., 21. November 2023 18:45 Uhr | Bericht                 |         |                                                | Axa-Arena Zuschauer: 772 Schiedsrichter: Gytis Sniurevicius & Andrius Grigalionis |

| Di., 28. November 2023 18:45 Uhr | Pfadi Winterthur        | 32:31   | RK Velenje           | Axa-Arena Zuschauer: 705 Schiedsrichter: Péter Horváth & Balázs Marton |
| Di., 28. November 2023 18:45 Uhr | meiste Tore: 14 Leopold | (17:18) | meiste Tore: 8 Šiško | Axa-Arena Zuschauer: 705 Schiedsrichter: Péter Horváth & Balázs Marton |
| Di., 28. November 2023 18:45 Uhr | Bericht                 |         |                      | Axa-Arena Zuschauer: 705 Schiedsrichter: Péter Horváth & Balázs Marton |

| Di., 5. Dezember 2023 20:45 Uhr | REBI Balonmano Cuenca | 28:24   | Pfadi Winterthur   | Pabellón Municipal El Sargal Zuschauer: 700 Schiedsrichter: smailj Metalari & Nenad Nikolovski |
| Di., 5. Dezember 2023 20:45 Uhr | meiste Tore: 8 Mach   | (15:12) | meiste Tore: 7 Jud | Pabellón Municipal El Sargal Zuschauer: 700 Schiedsrichter: smailj Metalari & Nenad Nikolovski |
| Di., 5. Dezember 2023 20:45 Uhr | Bericht               |         |                    | Pabellón Municipal El Sargal Zuschauer: 700 Schiedsrichter: smailj Metalari & Nenad Nikolovski |

### Gruppe D
| Pl. | Verein                 | Sp. | S | U | N | Tore      | Diff. | Punkte |
| --- | ---------------------- | --- | - | - | - | --------- | ----- | ------ |
| 1.  | RK Našice              | 6   | 5 | 0 | 1 | 0215:1720 | +43   | 10     |
| 2.  | Skjern Håndbold        | 6   | 4 | 0 | 2 | 0191:1720 | +19   | 8      |
| 3.  | Académico Basket Clube | 6   | 2 | 0 | 4 | 0173:1880 | −15   | 4      |
| 4.  | MŠK Považská Bystrica  | 6   | 1 | 0 | 5 | 0161:2080 | −47   | 2      |

Ergebnisse Gruppe D
|                        | Kroatien | Slowakei | Danemark | Portugal |
| ---------------------- | -------- | -------- | -------- | -------- |
| RK Našice              | X        | 35:28    | 39:25    | 38:28    |
| MŠK Považská Bystrica  | 28:39    | X        | 31:27    | 26:34    |
| Skjern Håndbold        | 33:30    | 42:22    | X        | 32:25    |
| Académico Basket Clube | 30:34    | 31:26    | 25:32    | X        |

### Gruppe E
| Pl. | Verein                 | Sp. | S | U | N | Tore      | Diff. | Punkte |
| --- | ---------------------- | --- | - | - | - | --------- | ----- | ------ |
| 1.  | SG Flensburg-Handewitt | 6   | 5 | 0 | 1 | 0218:1620 | +56   | 10     |
| 2.  | Kadetten Schaffhausen  | 6   | 4 | 0 | 2 | 0181:1830 | −2    | 8      |
| 3.  | Elverum Håndball       | 6   | 3 | 0 | 3 | 0192:1810 | +11   | 6      |
| 4.  | RK Lovćen Cetinje      | 6   | 0 | 0 | 6 | 0141:2060 | −65   | 0      |

Ergebnisse Gruppe E
|                       | Schweiz | Norwegen | Deutschland | Montenegro |
| --------------------- | ------- | -------- | ----------- | ---------- |
| Kadetten Schaffhausen | X       | 32:30    | 25:24       | 36:26      |
| Elverum Håndball      | 31:27   | X        | 32:33       | 37:25      |
| Flensburg-Handewitt   | 46:32   | 38:35    | X           | 42:19      |
| Lovćen Cetinje        | 26:29   | 26:27    | 19:35       | X          |

Spiele der SG Flensburg-Handewitt & Kadetten Schaffhausen:
| Di., 17. Oktober 2023 20:45 Uhr | Flensburg-Handewitt    | 46:32   | Kadetten Schaffhausen    | Campushalle, Flensburg Zuschauer: 2.825 Schiedsrichter: Vaidas Mazeika & Mindaugas Gatelis |
| Di., 17. Oktober 2023 20:45 Uhr | meiste Tore: Møller 11 | (25:11) | meiste Tore: Pietrasik 8 | Campushalle, Flensburg Zuschauer: 2.825 Schiedsrichter: Vaidas Mazeika & Mindaugas Gatelis |
| Di., 17. Oktober 2023 20:45 Uhr | Bericht                |         |                          | Campushalle, Flensburg Zuschauer: 2.825 Schiedsrichter: Vaidas Mazeika & Mindaugas Gatelis |

| Di., 24. Oktober 2023 18:45 Uhr | Kadetten Schaffhausen                | 32:30   | Elverum Håndball       | BBC-Arena, Schaffhausen Zuschauer: 1.690 Schiedsrichter: Alvarez Mata, Bustamante Lopez |
| Di., 24. Oktober 2023 18:45 Uhr | meiste Tore: Matzken, Ríkharðsson je | (18:12) | meiste Tore: Søndenå 6 | BBC-Arena, Schaffhausen Zuschauer: 1.690 Schiedsrichter: Alvarez Mata, Bustamante Lopez |
| Di., 24. Oktober 2023 18:45 Uhr | Bericht                              |         |                        | BBC-Arena, Schaffhausen Zuschauer: 1.690 Schiedsrichter: Alvarez Mata, Bustamante Lopez |

| Di., 24. Oktober 2023 20:45 Uhr | Lovćen Cetinje         | 19:35   | Flensburg-Handewitt     | Sportski centar Morača Schiedsrichter: Jović, Arnautović |
| Di., 24. Oktober 2023 20:45 Uhr | meiste Tore: Borozan 6 | (12:15) | meiste Tore: Jakobsen 9 | Sportski centar Morača Schiedsrichter: Jović, Arnautović |
| Di., 24. Oktober 2023 20:45 Uhr | Bericht                |         |                         | Sportski centar Morača Schiedsrichter: Jović, Arnautović |

| Di., 14. November 2023 18:45 Uhr | Elverum Håndball         | 32:33   | Flensburg-Handewitt   | Terningen Arena, Elverum Zuschauer: 1.850 Schiedsrichter: Caçador, Nicolau |
| Di., 14. November 2023 18:45 Uhr | meiste Tore: Grøndahl 10 | (13:13) | meiste Tore: Møller 7 | Terningen Arena, Elverum Zuschauer: 1.850 Schiedsrichter: Caçador, Nicolau |
| Di., 14. November 2023 18:45 Uhr | Bericht                  |         |                       | Terningen Arena, Elverum Zuschauer: 1.850 Schiedsrichter: Caçador, Nicolau |

| Di., 14. November 2023 20:45 Uhr | Lovćen Cetinje            | 26:29   | Kadetten Schaffhausen     | Bemax Arena, Podgorica Zuschauer: 2.050 Schiedsrichter: Tzaferopoulos, Bethmann |
| Di., 14. November 2023 20:45 Uhr | meiste Tore: Krivokapić 8 | (10:11) | meiste Tore: Obranović 10 | Bemax Arena, Podgorica Zuschauer: 2.050 Schiedsrichter: Tzaferopoulos, Bethmann |
| Di., 14. November 2023 20:45 Uhr | Bericht                   |         |                           | Bemax Arena, Podgorica Zuschauer: 2.050 Schiedsrichter: Tzaferopoulos, Bethmann |

| Di., 21. November 2023 18:45 Uhr | Kadetten Schaffhausen                  | 36:26   | Lovćen Cetinje         | BBC-Arena, Schaffhausen Zuschauer: 1.182 Schiedsrichter: Jerlecki, Łabuń |
| Di., 21. November 2023 18:45 Uhr | meiste Tore: Pietrasik, Obranović je 7 | (17:12) | meiste Tore: Radović 7 | BBC-Arena, Schaffhausen Zuschauer: 1.182 Schiedsrichter: Jerlecki, Łabuń |
| Di., 21. November 2023 18:45 Uhr | Bericht                                |         |                        | BBC-Arena, Schaffhausen Zuschauer: 1.182 Schiedsrichter: Jerlecki, Łabuń |

| Di., 21. November 2023 20:45 Uhr | Flensburg-Handewitt       | 38:35   | Elverum Håndball    | Campushalle, Flensburg Zuschauer: 2.425 Schiedsrichter: Boričić, Marković |
| Di., 21. November 2023 20:45 Uhr | meiste Tore: Jørgensen 12 | (19:15) | meiste Tore: Awad 6 | Campushalle, Flensburg Zuschauer: 2.425 Schiedsrichter: Boričić, Marković |
| Di., 21. November 2023 20:45 Uhr | Bericht                   |         |                     | Campushalle, Flensburg Zuschauer: 2.425 Schiedsrichter: Boričić, Marković |

| Di., 28. November 2023 20:45 Uhr | Kadetten Schaffhausen    | 25:24   | Flensburg-Handewitt             | BBC-Arena, Schaffhausen Zuschauer: 3.198 Schiedsrichter: Brkić, Jusufhodžić |
| Di., 28. November 2023 20:45 Uhr | meiste Tore: Pietrasik 6 | (15:16) | meiste Tore: Golla, Hansen je 5 | BBC-Arena, Schaffhausen Zuschauer: 3.198 Schiedsrichter: Brkić, Jusufhodžić |
| Di., 28. November 2023 20:45 Uhr | Bericht                  |         |                                 | BBC-Arena, Schaffhausen Zuschauer: 3.198 Schiedsrichter: Brkić, Jusufhodžić |

| Di., 5. Dezember 2023 18:45 Uhr | Flensburg-Handewitt      | 42:19  | Lovćen Cetinje            | Campushalle, Flensburg Zuschauer: 2.643 Schiedsrichter: Picard, Vauchez |
| Di., 5. Dezember 2023 18:45 Uhr | meiste Tore: Pedersen 13 | (24:8) | meiste Tore: Petričević 6 | Campushalle, Flensburg Zuschauer: 2.643 Schiedsrichter: Picard, Vauchez |
| Di., 5. Dezember 2023 18:45 Uhr | Bericht                  |        |                           | Campushalle, Flensburg Zuschauer: 2.643 Schiedsrichter: Picard, Vauchez |

| Di., 5. Dezember 2023 20:45 Uhr | Elverum Håndball | 31:27 | Kadetten Schaffhausen |  |
| Di., 5. Dezember 2023 20:45 Uhr | (15:14)          |       |                       |  |
| Di., 5. Dezember 2023 20:45 Uhr | Bericht          |       |                       |  |

### Gruppe F
| Pl. | Verein                | Sp. | S | U | N | Tore      | Diff. | Punkte |
| --- | --------------------- | --- | - | - | - | --------- | ----- | ------ |
| 1.  | Bjerringbro-Silkeborg | 6   | 5 | 0 | 1 | 0183:1580 | +25   | 10     |
| 2.  | RK Vojvodina Novi Sad | 6   | 4 | 0 | 2 | 0172:1630 | +9    | 8      |
| 3.  | RK Alkaloid Skopje    | 6   | 1 | 1 | 4 | 0166:1870 | −21   | 3      |
| 4.  | BM Logroño La Rioja   | 6   | 1 | 1 | 4 | 0163:1760 | −13   | 3      |

Ergebnisse Gruppe F
|                       | Danemark | Nordmazedonien | Spanien | Serbien |
| --------------------- | -------- | -------------- | ------- | ------- |
| Bjerringbro-Silkeborg | X        | 35:31          | 34:25   | 26:22   |
| RK Alkaloid Skopje    | 23:31    | X              | 28:27   | 26:31   |
| BM Logroño La Rioja   | 28:29    | 29:29          | X       | 29:32   |
| RK Vojvodina Novi Sad | 29:28    | 34:29          | 24:25   | X       |

### Gruppe G
| Pl. | Verein                        | Sp. | S | U | N | Tore      | Diff. | Punkte |
| --- | ----------------------------- | --- | - | - | - | --------- | ----- | ------ |
| 1.  | Füchse Berlin                 | 6   | 6 | 0 | 0 | 0194:1600 | +34   | 12     |
| 2.  | Dinamo Bukarest               | 6   | 4 | 0 | 2 | 0218:1680 | +50   | 8      |
| 3.  | Chambéry Savoie Mont Blanc HB | 6   | 2 | 0 | 4 | 0181:1810 | ±0    | 4      |
| 4.  | RK Izviđač Ljubuški           | 6   | 0 | 0 | 6 | 0150:2340 | −84   | 0      |

Ergebnisse Gruppe G
|                  | Deutschland | Rumänien | Frankreich | Bosnien und Herzegowina |
| ---------------- | ----------- | -------- | ---------- | ----------------------- |
| Füchse Berlin    | X           | 33:30    | 24:22      | 34:23                   |
| Dinamo Bukarest  | 32:33       | X        | 36:33      | 52:24                   |
| Chambéry Savoie  | 31:36       | 21:28    | X          | 34:30                   |
| Izviđač Ljubuški | 22:34       | 24:40    | 27:40      | X                       |

Spiele der Füchse Berlin:
| Di., 17. Oktober 2023 18:45 Uhr | Füchse Berlin            | 24:22   | Chambéry Savoie        | Max-Schmeling-Halle Zuschauer: 4233 Schiedsrichter: Kursad Erdogan & Ibrahim Özdeniz |
| Di., 17. Oktober 2023 18:45 Uhr | meiste Tore: 5 Freihöfer | (13:10) | meiste Tore: 5 Richert | Max-Schmeling-Halle Zuschauer: 4233 Schiedsrichter: Kursad Erdogan & Ibrahim Özdeniz |
| Di., 17. Oktober 2023 18:45 Uhr | Bericht                  |         |                        | Max-Schmeling-Halle Zuschauer: 4233 Schiedsrichter: Kursad Erdogan & Ibrahim Özdeniz |

| Di., 24. Oktober 2023 18:45 Uhr | Izviđač Ljubuški     | 22:34   | Füchse Berlin         | Sportska Dvorana Ljubuski Zuschauer: 3850 Schiedsrichter: Danielo Bozhinovski & Viktor Nachevski |
| Di., 24. Oktober 2023 18:45 Uhr | meiste Tore: 5 Ćeško | (13:13) | meiste Tore: 7 Gidsel | Sportska Dvorana Ljubuski Zuschauer: 3850 Schiedsrichter: Danielo Bozhinovski & Viktor Nachevski |
| Di., 24. Oktober 2023 18:45 Uhr | Bericht              |         |                       | Sportska Dvorana Ljubuski Zuschauer: 3850 Schiedsrichter: Danielo Bozhinovski & Viktor Nachevski |

| Di., 14. November 2023 20:45 Uhr | Füchse Berlin             | 33:30   | Dinamo Bukarest         | Max-Schmeling-Halle Zuschauer: 4319 Schiedsrichter: Jonas Eliasson & Anton Palsson |
| Di., 14. November 2023 20:45 Uhr | meiste Tore: 10 Freihöfer | (16:11) | meiste Tore: 6 Akimenko | Max-Schmeling-Halle Zuschauer: 4319 Schiedsrichter: Jonas Eliasson & Anton Palsson |
| Di., 14. November 2023 20:45 Uhr | Bericht                   |         |                         | Max-Schmeling-Halle Zuschauer: 4319 Schiedsrichter: Jonas Eliasson & Anton Palsson |

| Di., 21. November 2023 18:45 Uhr | Dinamo Bukarest         | 32:33   | Füchse Berlin         | Zuschauer: 2200 Schiedsrichter: Andreu Marín Lorente & Ignacio Garcia Serradilla |
| Di., 21. November 2023 18:45 Uhr | meiste Tore: 7 Akimenko | (17:16) | meiste Tore: 9 Gidsel | Zuschauer: 2200 Schiedsrichter: Andreu Marín Lorente & Ignacio Garcia Serradilla |
| Di., 21. November 2023 18:45 Uhr | Bericht                 |         |                       | Zuschauer: 2200 Schiedsrichter: Andreu Marín Lorente & Ignacio Garcia Serradilla |

| Di., 28. November 2023 18:45 Uhr | Chambéry Savoie      | 31:36   | Füchse Berlin         | Le Phare Zuschauer: 3194 Schiedsrichter: Gytis Sniurevicius & Andrius Grigalionis |
| Di., 28. November 2023 18:45 Uhr | meiste Tore: 6 Skube | (14:17) | meiste Tore: 8 Sauter | Le Phare Zuschauer: 3194 Schiedsrichter: Gytis Sniurevicius & Andrius Grigalionis |
| Di., 28. November 2023 18:45 Uhr | Bericht              |         |                       | Le Phare Zuschauer: 3194 Schiedsrichter: Gytis Sniurevicius & Andrius Grigalionis |

| Di., 5. Dezember 2023 20:45 Uhr | Füchse Berlin            | 34:23   | Izviđač Ljubuški     | Max-Schmeling-Halle Zuschauer: 3922 Schiedsrichter: Andreas Daviknes Borge & Magnus Muri Nygren |
| Di., 5. Dezember 2023 20:45 Uhr | meiste Tore: 6 Freihöfer | (16:15) | meiste Tore: 10 Odak | Max-Schmeling-Halle Zuschauer: 3922 Schiedsrichter: Andreas Daviknes Borge & Magnus Muri Nygren |
| Di., 5. Dezember 2023 20:45 Uhr | Bericht                  |         |                      | Max-Schmeling-Halle Zuschauer: 3922 Schiedsrichter: Andreas Daviknes Borge & Magnus Muri Nygren |

### Gruppe H
| Pl. | Verein              | Sp. | S | U | N | Tore      | Diff. | Punkte |
| --- | ------------------- | --- | - | - | - | --------- | ----- | ------ |
| 1.  | CSM Constanța       | 6   | 4 | 1 | 1 | 0172:1580 | +14   | 9      |
| 2.  | Sporting Lissabon   | 6   | 4 | 0 | 2 | 0199:1580 | +41   | 8      |
| 3.  | Tatabánya KC        | 6   | 3 | 0 | 3 | 0175:1710 | +4    | 6      |
| 4.  | KGHM Chrobry Głogów | 6   | 0 | 1 | 5 | 0138:1970 | −59   | 1      |

Ergebnisse Gruppe H
|                   | Portugal | Ungarn | Polen | Rumänien |
| ----------------- | -------- | ------ | ----- | -------- |
| Sporting Lissabon | X        | 36:28  | 37:20 | 34:28    |
| Tatabánya KC      | 31:29    | X      | 37:24 | 24:29    |
| Chrobry Głogów    | 22:35    | 25:30  | X     | 29:29    |
| CSM Constanța     | 29:28    | 28:25  | 29:18 | X        |

## Hauptrunde
In der Hauptrunde spielen die 16 Teams, die die Plätze 1 bzw. 2 der Gruppen A bis H der Gruppenphase belegt haben. Sie werden auf vier Gruppen zu je vier Teams aufgeteilt. Die Ergebnisse der Spiele gegeneinander in der Gruppenphase werden in die Hauptrunde übertragen. Die Begegnungen in der Hauptrunde werden vom 13. Februar 2024 bis zum 5. März 2024 ausgespielt. Die Gruppenersten der Hauptrunde ziehen direkt in das Viertelfinale ein. Die Teams auf den Plätzen 2 und 3 der Hauptrundengruppen spielen in der Play-off-Runde gegeneinander.

### Gruppe I
| Pl.         | Verein                | Sp. | S | U | N | Tore      | Diff. | Punkte |
| ----------- | --------------------- | --- | - | - | - | --------- | ----- | ------ |
| 1.          | HBC Nantes            | 6   | 5 | 0 | 1 | 0197:1640 | +33   | 10     |
| 2.          | Rhein-Neckar Löwen    | 6   | 4 | 0 | 2 | 0173:1660 | +7    | 8      |
| 3.          | TSV Hannover-Burgdorf | 6   | 2 | 0 | 4 | 0174:1870 | −13   | 4      |
| 4.          | Górnik Zabrze         | 6   | 1 | 0 | 5 | 0154:1810 | −27   | 2      |
| Quelle: EHF |                       |     |   |   |   |           |       |        |

Ergebnisse Gruppe I
|                       | Nan   | Han   | RhN   | Gór   |
| --------------------- | ----- | ----- | ----- | ----- |
| HBC Nantes            | –     | 33:26 | 32:25 | 31:23 |
| TSV Hannover-Burgdorf | 32:38 | –     | 24:32 | 34:28 |
| Rhein-Neckar Löwen    | 36:32 | 27:26 | –     | 27:23 |
| Górnik Zabrze         | 22:31 | 29:32 | 29:26 | –     |

| Di., 13. Februar 2024 18:45 Uhr | TSV Hannover-Burgdorf              | 32:38   | HBC Nantes                                 | Swiss Life Hall, Hannover Zuschauer: 3.203 Schiedsrichter: Bozhinovski, Nachevski |
| Di., 13. Februar 2024 18:45 Uhr | meiste Tore: Fischer, Büchner je 7 | (17:18) | meiste Tore: Minne, Avelange-Demouge je 10 | Swiss Life Hall, Hannover Zuschauer: 3.203 Schiedsrichter: Bozhinovski, Nachevski |
| Di., 13. Februar 2024 18:45 Uhr | Bericht                            |         |                                            | Swiss Life Hall, Hannover Zuschauer: 3.203 Schiedsrichter: Bozhinovski, Nachevski |

| Di., 13. Februar 2024 20:45 Uhr | Górnik Zabrze            | 29:26   | Rhein-Neckar Löwen        | Centrum, Dąbrowa Górnicza Zuschauer: 950 Schiedsrichter: Vešović, Mitrović |
| Di., 13. Februar 2024 20:45 Uhr | meiste Tore: Artemenko 8 | (12:14) | meiste Tore: Kirkeløkke 7 | Centrum, Dąbrowa Górnicza Zuschauer: 950 Schiedsrichter: Vešović, Mitrović |
| Di., 13. Februar 2024 20:45 Uhr | Bericht                  |         |                           | Centrum, Dąbrowa Górnicza Zuschauer: 950 Schiedsrichter: Vešović, Mitrović |

| Di., 20. Februar 2024 20:45 Uhr | Rhein-Neckar Löwen  | 27:26   | TSV Hannover-Burgdorf             | SNP Dome, Heidelberg Zuschauer: 2.344 Schiedsrichter: Cindric, Gonzurek |
| Di., 20. Februar 2024 20:45 Uhr | meiste Tore: Móré 8 | (11:13) | meiste Tore: Vujović, Uščins je 4 | SNP Dome, Heidelberg Zuschauer: 2.344 Schiedsrichter: Cindric, Gonzurek |
| Di., 20. Februar 2024 20:45 Uhr | Bericht             |         |                                   | SNP Dome, Heidelberg Zuschauer: 2.344 Schiedsrichter: Cindric, Gonzurek |

| Di., 20. Februar 2024 20:45 Uhr | HBC Nantes           | 31:23   | Górnik Zabrze           | H Arena, Nantes Zuschauer: 5.902 Schiedsrichter: Sniurevicius, Grigalionis |
| Di., 20. Februar 2024 20:45 Uhr | meiste Tore: Briet 5 | (17:11) | meiste Tore: Przytula 5 | H Arena, Nantes Zuschauer: 5.902 Schiedsrichter: Sniurevicius, Grigalionis |
| Di., 20. Februar 2024 20:45 Uhr | Bericht              |         |                         | H Arena, Nantes Zuschauer: 5.902 Schiedsrichter: Sniurevicius, Grigalionis |

| Di., 27. Februar 2024 20:45 Uhr | TSV Hannover-Burgdorf      | 24:32   | Rhein-Neckar Löwen                      | Swiss Life Hall, Hannover Zuschauer: 3.617 Schiedsrichter: Jovic, Arnautovic |
| Di., 27. Februar 2024 20:45 Uhr | meiste Tore: Steinhauser 6 | (13:15) | meiste Tore: Kirkeløkke, Reichmann je 9 | Swiss Life Hall, Hannover Zuschauer: 3.617 Schiedsrichter: Jovic, Arnautovic |
| Di., 27. Februar 2024 20:45 Uhr | Bericht                    |         |                                         | Swiss Life Hall, Hannover Zuschauer: 3.617 Schiedsrichter: Jovic, Arnautovic |

| Di., 27. Februar 2024 20:45 Uhr | Górnik Zabrze                           | 22:31   | HBC Nantes           | Centrum, Dąbrowa Górnicza |
| Di., 27. Februar 2024 20:45 Uhr | meiste Tore: Artemenko, Iltschenko je 4 | (12:16) | meiste Tore: Minne 8 | Centrum, Dąbrowa Górnicza |
| Di., 27. Februar 2024 20:45 Uhr | Bericht                                 |         |                      | Centrum, Dąbrowa Górnicza |

| Di., 5. März 2024 18:45 Uhr | Rhein-Neckar Löwen        | 27:23  | Górnik Zabrze            | SNP Dome, Heidelberg Schiedsrichter: J. K. Madsen & H. Mortensen |
| Di., 5. März 2024 18:45 Uhr | meiste Tore: Kirkeløkke 9 | (10:8) | meiste Tore: Minotskyi 7 | SNP Dome, Heidelberg Schiedsrichter: J. K. Madsen & H. Mortensen |
| Di., 5. März 2024 18:45 Uhr | Bericht                   |        |                          | SNP Dome, Heidelberg Schiedsrichter: J. K. Madsen & H. Mortensen |

| Di., 5. März 2024 20:45 Uhr | HBC Nantes                  | 33:26   | TSV Hannover-Burgdorf  | H Arena, Nantes |
| Di., 5. März 2024 20:45 Uhr | meiste Tore: Rivera Folch 8 | (13:15) | meiste Tore: Nyfjäll 6 | H Arena, Nantes |
| Di., 5. März 2024 20:45 Uhr | Bericht                     |         |                        | H Arena, Nantes |

### Gruppe II
| Pl.         | Verein          | Sp. | S | U | N | Tore      | Diff. | Punkte |
| ----------- | --------------- | --- | - | - | - | --------- | ----- | ------ |
| 1.          | Skjern Håndbold | 6   | 4 | 0 | 2 | 0194:1850 | +9    | 8      |
| 2.          | IK Sävehof      | 6   | 3 | 1 | 2 | 0187:1810 | +6    | 7      |
| 3.          | RK Našice       | 6   | 3 | 1 | 2 | 0187:1740 | +13   | 7      |
| 4.          | RK Velenje      | 6   | 0 | 2 | 4 | 0171:1990 | −28   | 2      |
| Quelle: EHF |                 |     |   |   |   |           |       |        |

Ergebnisse Gruppe II
|                 | Säv   | Naš   | Vel   | Skj   |
| --------------- | ----- | ----- | ----- | ----- |
| IK Sävehof      | –     | 34:28 | 36:34 | 27:29 |
| RK Našice       | 29:28 | –     | 34:27 | 39:25 |
| RK Velenje      | 28:28 | 27:27 | –     | 24:29 |
| Skjern Håndbold | 33:34 | 33:30 | 45:31 | –     |

### Gruppe III
| Pl.         | Verein                 | Sp. | S | U | N | Tore      | Diff. | Punkte |
| ----------- | ---------------------- | --- | - | - | - | --------- | ----- | ------ |
| 1.          | SG Flensburg-Handewitt | 6   | 5 | 0 | 1 | 0231:1670 | +64   | 10     |
| 2.          | Bjerringbro-Silkeborg  | 6   | 3 | 0 | 3 | 0178:1970 | −19   | 6      |
| 3.          | Kadetten Schaffhausen  | 6   | 2 | 0 | 4 | 0168:1880 | −20   | 4      |
| 4.          | RK Vojvodina Novi Sad  | 6   | 2 | 0 | 4 | 0155:1800 | −25   | 4      |
| Quelle: EHF |                        |     |   |   |   |           |       |        |

Ergebnisse Gruppe III
|                        | Fle   | Bje   | Kad   | Voj   |
| ---------------------- | ----- | ----- | ----- | ----- |
| SG Flensburg-Handewitt | –     | 38:28 | 46:32 | 42:30 |
| Bjerringbro-Silkeborg  | 26:45 | –     | 36:30 | 26:22 |
| Kadetten Schaffhausen  | 25:24 | 33:34 | –     | 27:24 |
| RK Vojvodina Novi Sad  | 26:36 | 29:28 |       | –     |

| Di., 13. Februar 2024 18:45 Uhr | Kadetten Schaffhausen      | 27:24   | Vojvodina Novi Sad                  | BBC-Arena, Schaffhausen Zuschauer: 1.256 Schiedsrichter: Caçador, Nicolau |
| Di., 13. Februar 2024 18:45 Uhr | meiste Tore: Ríkharðsson 8 | (15:13) | meiste Tore: Đorđić, Golubović je 4 | BBC-Arena, Schaffhausen Zuschauer: 1.256 Schiedsrichter: Caçador, Nicolau |
| Di., 13. Februar 2024 18:45 Uhr | Bericht                    |         |                                     | BBC-Arena, Schaffhausen Zuschauer: 1.256 Schiedsrichter: Caçador, Nicolau |

| Di., 13. Februar 2024 20:45 Uhr | SG Flensburg-Handewitt  | 38:28   | Bjerringbro-Silkeborg        | Campushalle, Flensburg Zuschauer: 3.743 Schiedsrichter: A. Konjičanin, D. Konjičanin |
| Di., 13. Februar 2024 20:45 Uhr | meiste Tore: Jakobsen 7 | (21:11) | meiste Tore: Lauge Schmidt 6 | Campushalle, Flensburg Zuschauer: 3.743 Schiedsrichter: A. Konjičanin, D. Konjičanin |
| Di., 13. Februar 2024 20:45 Uhr | Bericht                 |         |                              | Campushalle, Flensburg Zuschauer: 3.743 Schiedsrichter: A. Konjičanin, D. Konjičanin |

| Di., 20. Februar 2024 18:45 Uhr | Vojvodina Novi Sad     | 26:36   | SG Flensburg-Handewitt  | Sportska hala Slana Bara Zuschauer: 2.200 Schiedsrichter: Marion Kull & Alvar Tint |
| Di., 20. Februar 2024 18:45 Uhr | meiste Tore: Đorđić 10 | (13:14) | meiste Tore: Pedersen 8 | Sportska hala Slana Bara Zuschauer: 2.200 Schiedsrichter: Marion Kull & Alvar Tint |
| Di., 20. Februar 2024 18:45 Uhr | Bericht                |         |                         | Sportska hala Slana Bara Zuschauer: 2.200 Schiedsrichter: Marion Kull & Alvar Tint |

| Di., 20. Februar 2024 18:45 Uhr | Bjerringbro-Silkeborg  | 36:30   | Kadetten Schaffhausen    | JYSK Arena, Silkeborg Zuschauer: 1.873 Schiedsrichter: D. Bolic, C. Hurich |
| Di., 20. Februar 2024 18:45 Uhr | meiste Tore: Solstad 9 | (17:15) | meiste Tore: Pietrasik 8 | JYSK Arena, Silkeborg Zuschauer: 1.873 Schiedsrichter: D. Bolic, C. Hurich |
| Di., 20. Februar 2024 18:45 Uhr | Bericht                |         |                          | JYSK Arena, Silkeborg Zuschauer: 1.873 Schiedsrichter: D. Bolic, C. Hurich |

| Di., 27. Februar 2024 18:45 Uhr | SG Flensburg-Handewitt  | 42:30   | Vojvodina Novi Sad     | Campushalle, Flensburg Zuschauer: 3.630 Schiedsrichter: M. Tzaferopoulos, A. Bethmann |
| Di., 27. Februar 2024 18:45 Uhr | meiste Tore: Pedersen 9 | (20:16) | meiste Tore: Ocvirk 12 | Campushalle, Flensburg Zuschauer: 3.630 Schiedsrichter: M. Tzaferopoulos, A. Bethmann |
| Di., 27. Februar 2024 18:45 Uhr | Bericht                 |         |                        | Campushalle, Flensburg Zuschauer: 3.630 Schiedsrichter: M. Tzaferopoulos, A. Bethmann |

| Di., 27. Februar 2024 18:45 Uhr | Kadetten Schaffhausen       | 33:34 | Bjerringbro-Silkeborg  | BBC-Arena, Schaffhausen Zuschauer: 1.831 Schiedsrichter: A. Mikelić / P. Paradina |
| Di., 27. Februar 2024 18:45 Uhr | meiste Tore: Ríkharðsson 10 |       | meiste Tore: Solstad 9 | BBC-Arena, Schaffhausen Zuschauer: 1.831 Schiedsrichter: A. Mikelić / P. Paradina |
| Di., 27. Februar 2024 18:45 Uhr | Bericht                     |       |                        | BBC-Arena, Schaffhausen Zuschauer: 1.831 Schiedsrichter: A. Mikelić / P. Paradina |

| Di., 5. März 2024 18:45 Uhr | Bjerringbro-Silkeborg   | 26:45   | SG Flensburg-Handewitt  | Djurslands Bank Arena, Aarhus Zuschauer: 4.382 Schiedsrichter: S. Pétursson, S. Þrastarson |
| Di., 5. März 2024 18:45 Uhr | meiste Tore: Hallbäck 9 | (17:19) | meiste Tore: Jakobsen 9 | Djurslands Bank Arena, Aarhus Zuschauer: 4.382 Schiedsrichter: S. Pétursson, S. Þrastarson |
| Di., 5. März 2024 18:45 Uhr | Bericht                 |         |                         | Djurslands Bank Arena, Aarhus Zuschauer: 4.382 Schiedsrichter: S. Pétursson, S. Þrastarson |

| Di., 5. März 2024 20:45 Uhr | Vojvodina Novi Sad    | 24:21  | Kadetten Schaffhausen                    | Sportska hala Slana Bara Schiedsrichter: B. Leszczynski, M. Piechota |
| Di., 5. März 2024 20:45 Uhr | meiste Tore: Ocvirk 6 | (11:8) | meiste Tore: Ríkharðsson, Pietrasik je 7 | Sportska hala Slana Bara Schiedsrichter: B. Leszczynski, M. Piechota |
| Di., 5. März 2024 20:45 Uhr | Bericht               |        |                                          | Sportska hala Slana Bara Schiedsrichter: B. Leszczynski, M. Piechota |

### Gruppe IV
| Pl.         | Verein            | Sp. | S | U | N | Tore      | Diff. | Punkte |
| ----------- | ----------------- | --- | - | - | - | --------- | ----- | ------ |
| 1.          | Sporting Lissabon | 6   | 5 | 0 | 1 | 0192:1760 | +16   | 10     |
| 2.          | Füchse Berlin     | 6   | 4 | 0 | 2 | 0192:1860 | +6    | 8      |
| 3.          | Dinamo Bukarest   | 6   | 2 | 0 | 4 | 0188:1800 | +8    | 4      |
| 4.          | CSM Constanța     | 6   | 1 | 0 | 5 | 0165:1950 | −30   | 2      |
| Quelle: EHF |                   |     |   |   |   |           |       |        |

Ergebnisse Gruppe IV
|                   | Ber   | Con   | Buk   | Spo   |
| ----------------- | ----- | ----- | ----- | ----- |
| Füchse Berlin     | –     | 35:31 | 33:30 | 31:32 |
| CSM Constanța     | 29:32 | –     | 25:33 | 29:28 |
| Dinamo Bukarest   | 32:33 | 33:23 | –     | 27:31 |
| Sporting Lissabon | 32:28 | 34:28 | 35:33 | –     |

Spiele der Füchse Berlin: 
| Di., 13. Februar 2024 18:45 Uhr | CSM Constanța                       | 29:32   | Füchse Berlin            | Simona Amanar Sports Hall Constanta Zuschauer: 2994 Schiedsrichter: Andrej Budzak & Michal Zahradnik |
| Di., 13. Februar 2024 18:45 Uhr | meiste Tore: Ravnić, Komogorow je 7 | (15:14) | meiste Tore: Tollbring 7 | Simona Amanar Sports Hall Constanta Zuschauer: 2994 Schiedsrichter: Andrej Budzak & Michal Zahradnik |
| Di., 13. Februar 2024 18:45 Uhr | Bericht                             |         |                          | Simona Amanar Sports Hall Constanta Zuschauer: 2994 Schiedsrichter: Andrej Budzak & Michal Zahradnik |

| Di., 20. Februar 2024 18:45 Uhr | Füchse Berlin         | 31:32   | Sporting Lissabon     | Max-Schmeling-Halle Zuschauer: 4620 Schiedsrichter: Arthur Brunner & Morad Salah |
| Di., 20. Februar 2024 18:45 Uhr | meiste Tore: Gidsel 8 | (19:13) | meiste Tore: Costa 12 | Max-Schmeling-Halle Zuschauer: 4620 Schiedsrichter: Arthur Brunner & Morad Salah |
| Di., 20. Februar 2024 18:45 Uhr | Bericht               |         |                       | Max-Schmeling-Halle Zuschauer: 4620 Schiedsrichter: Arthur Brunner & Morad Salah |

| Di., 27. Februar 2024 20:45 Uhr | Sporting Lissabon    | 32:28   | Füchse Berlin         | Pavilhão João Rocha Zuschauer: 2254 Schiedsrichter: Dalibor Jurinovic & Marko Mrvica |
| Di., 27. Februar 2024 20:45 Uhr | meiste Tore: Costa 9 | (17:17) | meiste Tore: Gidsel 7 | Pavilhão João Rocha Zuschauer: 2254 Schiedsrichter: Dalibor Jurinovic & Marko Mrvica |
| Di., 27. Februar 2024 20:45 Uhr | Bericht              |         |                       | Pavilhão João Rocha Zuschauer: 2254 Schiedsrichter: Dalibor Jurinovic & Marko Mrvica |

| Di., 5. März 2024 20:45 Uhr | Füchse Berlin             | 35:31   | CSM Constanța           | Max-Schmeling-Halle Zuschauer: 4027 Schiedsrichter: Vanja Antic & Jelena Jakovljevic |
| Di., 5. März 2024 20:45 Uhr | meiste Tore: Andersson 15 | (16:19) | meiste Tore: Aljochin 6 | Max-Schmeling-Halle Zuschauer: 4027 Schiedsrichter: Vanja Antic & Jelena Jakovljevic |
| Di., 5. März 2024 20:45 Uhr | Bericht                   |         |                         | Max-Schmeling-Halle Zuschauer: 4027 Schiedsrichter: Vanja Antic & Jelena Jakovljevic |

## Play-off-Runde
In der Play-off-Runde traten die Teams auf den Plätzen 2 und 3 der vier Gruppen der Hauptrunde im K.-o.-System in Hin- und Rückspiel gegeneinander an. Die Sieger zogenen ins Viertelfinale ein. Die Hinspiele wurden am 26. März 2024, die Rückspiele am 2. April 2024 ausgetragen.
| Mannschaft 1 | Mannschaft 2       | Gesamtergebnis | Hinspiel | Rückspiel | Gesamtsieger       |
| ------------ | ------------------ | -------------- | -------- | --------- | ------------------ |
| RK Našice    | Rhein-Neckar Löwen | 48:55          | 19:24    | 29:31     | Rhein-Neckar Löwen |

| 26. März 2024 20:45 Uhr | RK Našice             | 19:24   | Rhein-Neckar Löwen                      | Sportska dvorana kralja Tomislava Zuschauer: 2000 Schiedsrichter: Andorka & Hucker |
| 26. März 2024 20:45 Uhr | meiste Tore: Marguč 4 | (11:13) | meiste Tore: Reichmann, Kohlbacher je 7 | Sportska dvorana kralja Tomislava Zuschauer: 2000 Schiedsrichter: Andorka & Hucker |
| 26. März 2024 20:45 Uhr | Spielbericht          |         |                                         | Sportska dvorana kralja Tomislava Zuschauer: 2000 Schiedsrichter: Andorka & Hucker |

| 2. April 2024 20:45 Uhr | Rhein-Neckar Löwen        | 31:29   | RK Našice                       | SNP Dome, Heidelberg Zuschauer: 2.974 Schiedsrichter: Erdogan & Özdeniz |
| 2. April 2024 20:45 Uhr | meiste Tore: Kohlbacher 8 | (16:16) | meiste Tore: Vejin, Bezjak je 7 | SNP Dome, Heidelberg Zuschauer: 2.974 Schiedsrichter: Erdogan & Özdeniz |
| 2. April 2024 20:45 Uhr | Spielbericht              |         |                                 | SNP Dome, Heidelberg Zuschauer: 2.974 Schiedsrichter: Erdogan & Özdeniz |

| Mannschaft 1          | Mannschaft 2 | Gesamtergebnis | Hinspiel | Rückspiel | Gesamtsieger |
| --------------------- | ------------ | -------------- | -------- | --------- | ------------ |
| TSV Hannover-Burgdorf | IK Sävehof   | 59:64          | 34:30    | 25:34     | IK Sävehof   |

| 26. März 2024 20:45 Uhr | TSV Hannover-Burgdorf     | 34:30   | IK Sävehof              | Swiss Life Hall Zuschauer: 2.305 Schiedsrichter: Metalari & Nikolovski |
| 26. März 2024 20:45 Uhr | meiste Tore: Edvardsson 8 | (18:14) | meiste Tore: Wedberg 12 | Swiss Life Hall Zuschauer: 2.305 Schiedsrichter: Metalari & Nikolovski |
| 26. März 2024 20:45 Uhr | Spielbericht              |         |                         | Swiss Life Hall Zuschauer: 2.305 Schiedsrichter: Metalari & Nikolovski |

| 2. April 2024 20:45 Uhr | IK Sävehof                     | 34:25   | TSV Hannover-Burgdorf  | Partillebohallen Zuschauer: 2.138 Schiedsrichter: Biro & Kiss |
| 2. April 2024 20:45 Uhr | meiste Tore: Möller, Wedberg 7 | (18:14) | meiste Tore: Kulesch 6 | Partillebohallen Zuschauer: 2.138 Schiedsrichter: Biro & Kiss |
| 2. April 2024 20:45 Uhr | Spielbericht                   |         |                        | Partillebohallen Zuschauer: 2.138 Schiedsrichter: Biro & Kiss |

| Mannschaft 1    | Mannschaft 2          | Gesamtergebnis | Hinspiel | Rückspiel | Gesamtsieger    |
| --------------- | --------------------- | -------------- | -------- | --------- | --------------- |
| Dinamo Bukarest | Bjerringbro-Silkeborg | 64:58          | 27:24    | 37:34     | Dinamo Bukarest |

| 26. März 2024 18:45 Uhr | Dinamo Bukarest      | 37:34   | Bjerringbro-Silkeborg                 | Dinamo Bucuresti Zuschauer: 2300 Schiedsrichter: Cacador & Nicolau |
| 26. März 2024 18:45 Uhr | meiste Tore: Rosta 9 | (18:16) | meiste Tore: Bogojevic, Lenbroch je 7 | Dinamo Bucuresti Zuschauer: 2300 Schiedsrichter: Cacador & Nicolau |
| 26. März 2024 18:45 Uhr | Spielbericht         |         |                                       | Dinamo Bucuresti Zuschauer: 2300 Schiedsrichter: Cacador & Nicolau |

| 2. April 2024 18:45 Uhr | Bjerringbro-Silkeborg   | 24:27  | Dinamo Bukarest         | JYSK Arena Zuschauer: 1811 Schiedsrichter: Javier Álvarez Mata, Yon Bustamante López |
| 2. April 2024 18:45 Uhr | meiste Tore: 6 Hallbäck | (8:16) | meiste Tore: 7 Akimenko | JYSK Arena Zuschauer: 1811 Schiedsrichter: Javier Álvarez Mata, Yon Bustamante López |
| 2. April 2024 18:45 Uhr | Spielbericht            |        |                         | JYSK Arena Zuschauer: 1811 Schiedsrichter: Javier Álvarez Mata, Yon Bustamante López |

| Mannschaft 1          | Mannschaft 2  | Gesamtergebnis | Hinspiel | Rückspiel | Gesamtsieger  |
| --------------------- | ------------- | -------------- | -------- | --------- | ------------- |
| Kadetten Schaffhausen | Füchse Berlin | 56:66          | 28:32    | 28:34     | Füchse Berlin |

| 26. März 2024 18:45 Uhr | Kadetten Schaffhausen     | 28:32   | Füchse Berlin         | BBC-Arena Zuschauer: 3500 Schiedsrichter: Vesovic & Mitrovic |
| 26. März 2024 18:45 Uhr | meiste Tore: 7 Martinović | (15:16) | meiste Tore: 9 Gidsel | BBC-Arena Zuschauer: 3500 Schiedsrichter: Vesovic & Mitrovic |
| 26. März 2024 18:45 Uhr | Spielbericht              |         |                       | BBC-Arena Zuschauer: 3500 Schiedsrichter: Vesovic & Mitrovic |

| 2. April 2024 20:45 Uhr | Füchse Berlin                    | 34:28   | Kadetten Schaffhausen      | Max-Schmeling-Halle Zuschauer: 4717 Schiedsrichter: Kull & Tint |
| 2. April 2024 20:45 Uhr | meiste Tore: 7 Gidsel, Lichtlein | (18:11) | meiste Tore: 7 Ríkharðsson | Max-Schmeling-Halle Zuschauer: 4717 Schiedsrichter: Kull & Tint |
| 2. April 2024 20:45 Uhr | Spielbericht                     |         |                            | Max-Schmeling-Halle Zuschauer: 4717 Schiedsrichter: Kull & Tint |

## Viertelfinale
Im Viertelfinale traten acht Teams an, die sich in der Hauptrunde bzw. in der Play-off-Runde qualifiziert hatten. Sie spielten im K.-o.-System in Hin- und Rückspiel am 23. und 30. April 2024.
| Mannschaft 1  | Mannschaft 2 | Hinspiel | Rückspiel | Gesamtergebnis | Gesamtsieger  |
| ------------- | ------------ | -------- | --------- | -------------- | ------------- |
| Füchse Berlin | HBC Nantes   | 33:33    | 37:30     | 70:63          | Füchse Berlin |

| 23. April 2024 20:45 Uhr | Füchse Berlin         | 33:33   | HBC Nantes            | Max-Schmeling-Halle Zuschauer: 7.179 Schiedsrichter: Budzak, Zahradnik |
| 23. April 2024 20:45 Uhr | meiste Tore: Gidsel 9 | (17:15) | meiste Tore: Minne 10 | Max-Schmeling-Halle Zuschauer: 7.179 Schiedsrichter: Budzak, Zahradnik |
| 23. April 2024 20:45 Uhr | Spielbericht          |         |                       | Max-Schmeling-Halle Zuschauer: 7.179 Schiedsrichter: Budzak, Zahradnik |

| 30. April 2024 20:45 Uhr | HBC Nantes            | 30:37   | Füchse Berlin            | H Arena Zuschauer: 5.902 Schiedsrichter: Leszczynski, Piechota |
| 30. April 2024 20:45 Uhr | meiste Tore: Rivera 6 | (16:18) | meiste Tore: Andersson 9 | H Arena Zuschauer: 5.902 Schiedsrichter: Leszczynski, Piechota |
| 30. April 2024 20:45 Uhr | Spielbericht          |         |                          | H Arena Zuschauer: 5.902 Schiedsrichter: Leszczynski, Piechota |

| Mannschaft 1    | Mannschaft 2    | Hinspiel | Rückspiel | Gesamtergebnis | Gesamtsieger    |
| --------------- | --------------- | -------- | --------- | -------------- | --------------- |
| Dinamo Bukarest | Skjern Håndbold | 28:27    | 38:34     | 66:61          | Dinamo Bukarest |

| 23. April 2024 18:45 Uhr | Dinamo Bukarest      | 28:27   | Skjern Håndbold       | Dinamo Bucuresti Schiedsrichter: R. Thiyagarajah, S. Thiyagarajah |
| 23. April 2024 18:45 Uhr | meiste Tore: Kukić 7 | (14:15) | meiste Tore: Nazaré 6 | Dinamo Bucuresti Schiedsrichter: R. Thiyagarajah, S. Thiyagarajah |
| 23. April 2024 18:45 Uhr | Spielbericht         |         |                       | Dinamo Bucuresti Schiedsrichter: R. Thiyagarajah, S. Thiyagarajah |

| 30. April 2024 18:45 Uhr | Skjern Håndbold        | 34:38   | Dinamo Bukarest      | Skjern Bank Arena Zuschauer: 3.178 Schiedsrichter: Bolic, Hurich |
| 30. April 2024 18:45 Uhr | meiste Tore: Gaudin 10 | (12:20) | meiste Tore: Kuduz 8 | Skjern Bank Arena Zuschauer: 3.178 Schiedsrichter: Bolic, Hurich |
| 30. April 2024 18:45 Uhr | Spielbericht           |         |                      | Skjern Bank Arena Zuschauer: 3.178 Schiedsrichter: Bolic, Hurich |

| Mannschaft 1 | Mannschaft 2           | Hinspiel | Rückspiel | Gesamtergebnis | Gesamtsieger           |
| ------------ | ---------------------- | -------- | --------- | -------------- | ---------------------- |
| IK Sävehof   | SG Flensburg-Handewitt | 30:41    | 29:28     | 59:69          | SG Flensburg-Handewitt |

| 23. April 2024 18:45 Uhr | IK Sävehof                    | 30:41   | SG Flensburg-Handewitt  | Partille Arena Zuschauer: 4.408 Schiedsrichter: Cindrić, Gonzurek |
| 23. April 2024 18:45 Uhr | meiste Tore: Berlin, Mittún 6 | (14:22) | meiste Tore: Jakobsen 9 | Partille Arena Zuschauer: 4.408 Schiedsrichter: Cindrić, Gonzurek |
| 23. April 2024 18:45 Uhr | Spielbericht                  |         |                         | Partille Arena Zuschauer: 4.408 Schiedsrichter: Cindrić, Gonzurek |

| 30. April 2024 18:45 Uhr | SG Flensburg-Handewitt                | 28:29   | IK Sävehof            | Campushalle Zuschauer: 4.825 Schiedsrichter: Horváth, Marton |
| 30. April 2024 18:45 Uhr | meiste Tore: Pytlick, Golla, Hansen 5 | (11:15) | meiste Tore: Westby 5 | Campushalle Zuschauer: 4.825 Schiedsrichter: Horváth, Marton |
| 30. April 2024 18:45 Uhr | Spielbericht                          |         |                       | Campushalle Zuschauer: 4.825 Schiedsrichter: Horváth, Marton |

| Mannschaft 1       | Mannschaft 2      | Hinspiel | Rückspiel | Gesamtergebnis | Gesamtsieger       |
| ------------------ | ----------------- | -------- | --------- | -------------- | ------------------ |
| Rhein-Neckar Löwen | Sporting Lissabon | 32:29    | 28:29     | 60:58          | Rhein-Neckar Löwen |

| 23. April 2024 20:45 Uhr | Rhein-Neckar Löwen         | 32:29   | Sporting Lissabon       | SNP Dome Zuschauer: 2.773 Schiedsrichter: Mitrevski, Todorovski |
| 23. April 2024 20:45 Uhr | meiste Tore: Kirkeløkke 10 | (19:14) | meiste Tore: F. Costa 9 | SNP Dome Zuschauer: 2.773 Schiedsrichter: Mitrevski, Todorovski |
| 23. April 2024 20:45 Uhr | Spielbericht               |         |                         | SNP Dome Zuschauer: 2.773 Schiedsrichter: Mitrevski, Todorovski |

| 30. April 2024 19:45 Uhr | Sporting Lissabon        | 29:28   | Rhein-Neckar Löwen       | Pavilhao Joao Rocha Zuschauer: 2.407 Schiedsrichter: Tzaferopoulos, Bethmann |
| 30. April 2024 19:45 Uhr | meiste Tore: F. Costa 11 | (15:12) | meiste Tore: Reichmann 7 | Pavilhao Joao Rocha Zuschauer: 2.407 Schiedsrichter: Tzaferopoulos, Bethmann |
| 30. April 2024 19:45 Uhr | Spielbericht             |         |                          | Pavilhao Joao Rocha Zuschauer: 2.407 Schiedsrichter: Tzaferopoulos, Bethmann |

## Halbfinale und Finale
Die Spiele im Halbfinale sowie die Spiele um Platz 3 und um den Gewinn der EHF European League 2023/24 finden am Wochenende 25./26. Mai 2024 in der Barclays Arena in Hamburg statt.

### 1. Halbfinale
|                        | Ergebnis      |                 | Datum und Zeit     |
| ---------------------- | ------------- | --------------- | ------------------ |
| SG Flensburg-Handewitt | 38:32 (18:11) | Dinamo Bukarest | Sa. 25. Mai, 15:00 |

Aufgebote:
SG Flensburg-Handewitt: Burić (0 von 1 Würfen gehalten), Møller (11 von 41 Würfen gehalten), – Pytlick (6 Tore), Golla  (3 Tore), Einarsson  (2 Tore), Larsen (2 Tore), Gottfridsson (2 Tore), Jørgensen (1 Tor), Hansen (9 Tore), Horgen, Pedersen, Zivkovic, Jakobsen (11 Tore), Smits (1 Tor), Blagotinšek    , Møller (1 Tor)
Dinamo Bukarest: Cupara (5 von 42 Würfen gehalten), Heidarirad (0 von 1 Würfen gehalten), – Dedu (2 Tore), Racoțea  , Negru, García (4 Tore), Kukić (3 Tore), Kašpárek (6 Tore), Stanciuc, Rosta  (3 Tore), Kuduz (5 Tore), Humet, Akimenko (7 Tore), Bochan, Zein (2 Tore), Militaru 
Schiedsrichter  V. Mažeika, M. Gatelis

### 2. Halbfinale
|                    | Ergebnis     |               | Datum und Zeit     |
| ------------------ | ------------ | ------------- | ------------------ |
| Rhein-Neckar Löwen | 24:33 (9:14) | Füchse Berlin | Sa. 25. Mai, 18:00 |

Aufgebote:
Rhein-Neckar Löwen: Appelgren (6 von 24 Würfen gehalten), Späth (5 von 18 Würfen gehalten) (1 Tor), Birlehm – Kirkeløkke  (2 Tore), Jacobsen, Knorr (7 Tore), Móré (1 Tor), Ahouansou (4 Tore), Davidsson (1 Tor), Groetzki (2 Tore), Schefvert , Reichmann (2 Tore), Gíslason, Andersen (1 Tor), Zacharias, Kohlbacher (3 Tore)
Füchse Berlin: Ludwig (1 von 5 Würfen gehalten), Kirejew, Milosavljev (13 von 32 Würfen gehalten) – Wiede, Darj  (2 Tore), Tollbring (1 Tor), Andersson (7 Tore), Lichtlein (3 Tore), Lindberg (6 Tore), Gidsel (7 Tore), Freihöfer  (1 Tor), Langhoff, av Teigum (1 Tor), Kopljar , Marsenić (5 Tore), Drux 
Schiedsrichter  D. Jurinović, M. Mrvica

### Spiel um Platz 3
|                 | Ergebnis      |                    | Datum und Zeit     |
| --------------- | ------------- | ------------------ | ------------------ |
| Dinamo Bukarest | 31:32 (15:18) | Rhein-Neckar Löwen | So. 26. Mai, 15:00 |

Aufgebote:

Schiedsrichter

### Finale
Das Finale der EHF European League fand am 26. Mai 2024 in der Barclays Arena statt. 
|                        | Ergebnis      |               | Datum und Zeit      |
| ---------------------- | ------------- | ------------- | ------------------- |
| SG Flensburg-Handewitt | 36:31 (15:14) | Füchse Berlin | 26. Mai 2024, 18:00 |

Aufgebote:
SG Flensburg-Handewitt: Burić, K.Møller (13 von 41 Würfen gehalten), – Pytlick   (6 Tore), Golla (3 Tore), Einarsson (1 Tor), Larsen, Gottfridsson  (2 Tore), Jørgensen  (6 Tore), Hansen (5 Tore), Horgen, Pedersen, Zivkovic, Jakobsen  (7 Tore), Smits, Blagotinšek , L.Møller (6 Tore); Trainer: Nicolej Krickau
Füchse Berlin: Ludwig (2 von 9 Würfen gehalten), Kirejew, Milosavljev (7 von 34 Würfen gehalten) (1 Tor) – Wiede, Darj (1 Tor), Tollbring (7 Tore), Andersson (5 Tore), Lichtlein (4 Tore), Lindberg (5 Tore), Gidsel  (6 Tore), Freihöfer, Langhoff , av Teigum, Kopljar, Marsenić    (2 Tore), Drux; Trainer: Jaron Siewert
Schiedsrichter:  Javier Álvarez Mata, Yon Bustamante López
Zuschauer: 10.050 
MVP: Emil Manfeldt Jakobsen (SG Flensburg-Handewitt)